# Central Line
Central Line és una línia de ferrocarril de trànsit ràpid del Metro de Londres (en anglès London Underground), que apareix al mapa de color vermell. La línia circula de l'estació d'Epping a West Ruislip i el traçat de la línia és soterrat a gran profunditat, a Londres aquesta mena de línies són conegudes com el tub (en anglès the tube) per la forma que tenen els túnels. Ttambé té alguns trams en superfície. Té un recorregut est-oest travessant el centre de Londres, i és la línia més llarga. Abans que tanquessin el tram Epping- Ongar, l'estació Ongar era la més allunyada de tota la xarxa.

## Història

### Inicis
L'origen de la línia està relacionat amb el Central London Railway, que el 1891 pretenia unir Shepherd's Bush i Bank, amb una extensió fins a Liverpool Street (aprovada el 1892). Però, la construcció es va allargar en el temps dos cops, el 1894 y 1899. Finalment, el 27 de juny de 1900 es va inaugurar la línia fins a Bank, malgrat que els trens no van començar a circular fins a 30 de juliol. Els trens originals eren arrossegats per locomotores elèctriques. Les estacions originals, algunes de les quals encara existeixen, van ésser dissenyades per l'arquitecte Harry Bell Measures.
La història d'aquest ferrocarril ha passat per mants problemes. Encara que els túnels tinguessin un diàmetre inhabitual (3,56 metres), no van ser correctament anivellats; els trens, més petits que l'amplada del túnel, no hi cabien. Es pensaque els enginyers es van descomptar, oblidant l'alçada dels rails. La solució va ser retallar una mica l'alçada dels rails i la part superior dels túnels.
Els trens de la línia no poden servir en altres línies de la xarxa, ja que treballen en mode automàtic (Automatic Train Operation), no tenen trip-cock (sistema de frenat d'emergència en les vies), això podria interferir en el sistemes de seguretat de les altres línies.
Quan la línia va ser construïda, la secció sota el barri financer City es va dissenyar seguint la forma dels carrers, sense passar sota edificis. Com a resultat, aquesta secció presenta moltes corbes tancades entre Chancery Lane, Bank y Liverpool Street, per això, aquest tram és propens als descarrilaments. Un dels casos més extrems és l'estació de Bank, amb una forma tan corbada que no és possible veure el final de l'andana, i per això posen el famós missatge «mind the gap», que vol dir «compte amb la bretxa» (entre el tren i l'andana).
Des de la inauguració, la tarifa aplicada als bitllets durant molt de temps va ser de dos penics, independentement de la llargada del trajecte per això, la línia es coneixia com a Twopenny Tube. Des de juny de 1907 es van utilitzar bitllets de dos i tres penics; el 1909 s'his va afegir un altre bitllet d'un penic.

### Extensions de la línia
- 1908: extensió fins a l'oest amb un bucle que donava servei a una única andana fins a l'estació de Wood Lane, per a l'exposició franco-britànica de 1908.
- 1912: extensió cap a l'est fins a Liverpool Street.
- 1920: construcció cap a l'oest d'un petit ramal per a unir la línia a l'Ealing and Shepherd's Bush Railway, de la Great Western Railway (GWR), permetent als trens arribar a l'estció d'Ealing.
- 1935: la London Transport va proposar les següents actuacions per a ampliar la línia Central construir i electrificar dues vies de la GWR entre North Acton i West Ruislip, el que permetria que els trens de la línia Central, partint des de Wood Lane, n' utilitzaren les vies.
  - una extensió entre West Ruislip i Denham (es va arribar a posar als plànols de la xarxa en aquells temps), però es va abandonar per les mateixes raons (relacionades amb les zones verdes, anomenades Green Belt) que el pla de Northern Heights pensat per a la línia Northern.
  - construir un ferrocarril subterrani que continués la línia Central London des de Liverpool Street cap a l'est, arribant a punts on connectaria amb les estacions de Loughton i Grange Hill (probablement a prop de Leyton i Newbuty Park), permetent així que els trens passessin per les estacions del 'West End' Londinenc, estalviant-se la congestionada ruta de Stratford.
  - Malgrat que els treballs en aquest tram ja van ser completats abans de la Segona Guerra Mundial, l'obertura al públic es va endarrerir, perquè el tram era replet de munició per la guerra. Finalment, al desembre de 1946 el ramal es va obrir fins a Stratford. Els trens de la British Railways accedíen a les vies per la línia Central mitjançant un enllaç que unia Temple Mills East i Leyton. Entre aquests trens estaven els que cobríen el trajecte entre Epping i Ongar.
- 1949: extensió fins a Epping, incorporant una línia que pertenia a British Rail.
- 1957: extensió des de Epping fins a Ongar, incorporant una línia de British Rail.

- Ramal de Richmond

Uns plans per a l'extensió de la línia foren publicats el 1912 per a allargar la línia des de Shepherd's Bush via Goldhawk Road, Stamford Brook Road i Bath Road fins a Turnham Green i Gunnersbury, incloient-hi estacions a Hammersmith Grove, Paddenswick Road, Rylett Road, Stamford Gardens, Turnham Green and Heathfield Terrace. Això hauria deixat inutilitzat els trens de la Central Railway Line que passaven per l'estació de Richmond i més lluny. La ruta va ésser autoritzada el 1913 però no va ser posada en marza un any després de la I Guerra Mundial.
El 1919 una ruta alternativa va ser proposada, que comprenia un tunel connectant amb les vies del London and South Western Railway (L&SWR), Shepherd's Bush station via Hammersmith (Grove Road) station i Turnham Green. Per bé que es va autoritzar, la connexió no es va realitzar mai, i aquest tram va ser posteriorment utilitzat per la Piccadilly line quan s'estenia fins a l'estació de Hammersmith el 1932. La proposta s'ha tornat a examinar.

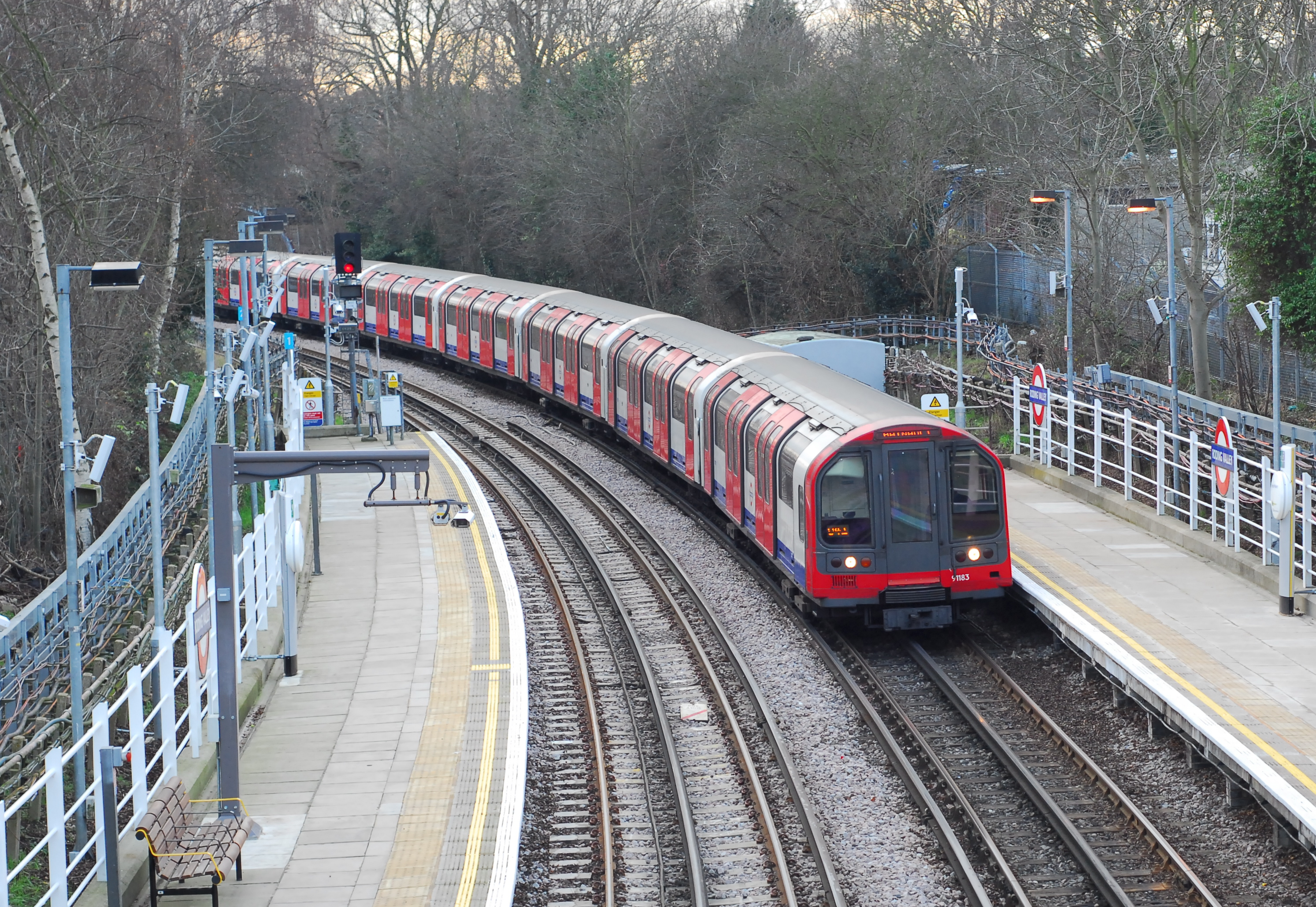
Un 1992 stock apropant-se a Roding Valley a la Central line.

## Ampliacions de la línia al llarg dels anys

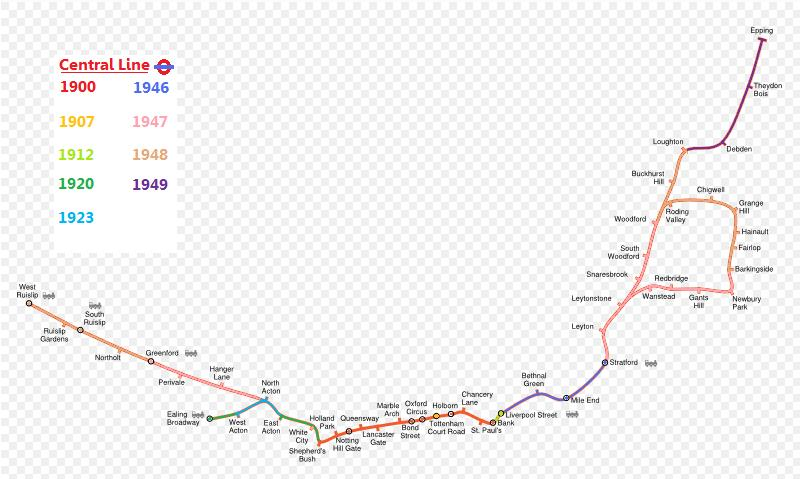
Plànol de la Central Line amb els trams en colors en relació amb els anys en què van ser oberts.

## Combois actuals
Igual que passa amb tota la xarxa, la línia Central utilitza un únic tipus de comboi. Entre abril de 1993 i el 17 de febrer de 1995 s'hi va introduir la sèrie de 1992 que actualment es utilitza. Aquesta sèrie va ser la primera a utilitzar un sistema automàtic per a anunciar la pròxima estació i les connexions. Tots els trens, que tenen 8 vagons en els clàssics colors vermell, blanc i blau del Metro de Londres.
El 1996 es va introduir a la línia el Automatic Train Operation, un sistema de control automàtic, el qual s'ha anat posant en servei gradualment al llarg dels diferents trams de la línia.

## Mapa

Mapa geogràfic de la línia Central.

## Estacions
En ordre d'oest a est. Les estacions en cursiva actualment no son part de la línia Central.

### Ramal West Ruislip
- Final de Línia: West Ruislip, oberta el 21 de novembre de 1948 com a West Ruislip (for Ickenham); la segona part del nom es va eliminar posteriorment.
- Ruislip Gardens, oberta el 21 de novembre de 1948.
- South Ruislip, oberta el 21 de novembre de 1948.
- Northolt, oberta el 21 de novembre de 1948.
- Greenford, oberta el 30 de juny de 1947.
- Perivale, oberta el 30 de juny de 1947.
- Hanger Lane, oberta el 30 de juny de 1947.

El ramal s'uneix en North Acton al de Ealing Broadway."

### Ramal Ealing Broadway
Aquesta fou la secció principal fins a les ampliacions posteriors a la guerra.
- Final de Línia: Ealing Broadway, oberta el 3 d'agost de 1920.
- West Acton, oberta el 5 de novembre de 1923.

El ramal s'uneix en North Acton al de West Ruislip, utilitzant antiguas vies de la GWR.
- North Acton, oberta el 5 de novembre de 1923; des d'aquest punt s'utilitzen les vies de la línia Central.
- East Acton, oberta el 3 d'agost de 1920.
- White City, oberta el 23 de novembre de 1947.
- Wood Lane, oberta el 14 de maig de 1908; tancada el 22 de novembre de 1947.
- Shepherd's Bush, oberta el 30 de juliol de 1900.
- Holland Park, oberta el 30 de juliol de 1900.
- Notting Hill Gate, oberta el 30 de juliol de 1900.
- Queensway, oberta el 30 de juliol de 1900 com a Queens Road; reanomenada l'1 de setembre de 1946.
- Lancaster Gate, oberta el 30 de juliol de 1900.
- Marble Arch, oberta el 30 de juliol de 1900.
- Bond Street, oberta el 24 de setembre de 1900.
- Oxford Circus, oberta el 30 de juliol de 1900.
- Tottenham Court Road, oberta el 22 de juny de 1907 com a Oxford Street; redenominada el 9 de març de 1908.
- Museu Britànic, oberta el 30 de juliol de 1900; tancada el 24 de setembre de 1933.
- Holborn, oberta el 25 de setembre de 1933 com a Holborn (Kingsway); la segona part del nom es va eliminar posteriorment.
- Chancery Lane, oberta el 30 de juliol de 1900; reanomenada a Chancery Lane (Grays Inn) el 25 de juny de 1934; la segona part del nom es va eliminar posteriorment.
- St. Paul's, oberta el 30 de juliol de 1900 com a Post Office; redonominada l'1 de febrer de 1937.
- Bank, oberta el 30 de juliol de 1900.
- Liverpool Street, oberta el 28 de juliol de 1912.
- Bethnal Green, oberta el 4 de desembre de 1946.
- Mile End, oberta el 4 de desembre de 1946.
- Stratford , primer servei el 4 de desembre de 1946.
- Leyton, primer servicio el 5 de maig de 1947.
- Leytonstone, primer servei el 5 de maig de 1947.

La línia es divideix en dos rames.

### Ramal Woodford
- Wanstead, oberta el 14 de desembre de 1947.
- Redbridge, oberta el 14 de desembre de 1947.
- Gants Hill, oberta el 14 de desembre de 1947.
- Newbury Park, primer servei el 14 de desembre de 1947.
- Barkingside, primer servei el 31 de maig de 1948.
- Fairlop, primer servei el 31 de maig de 1948.
- Hainault, primer servei el 31 de maig de 1948.

El límit entre el Gran Londres y Essex es troba a Grange Hill.
- Grange Hill, primer servei el 21 de novembre de 1948.
- Chigwell, primer servei el 21 de novembre de 1948.
- Roding Valley, primer servei el 21 de novembre de 1948.

El ramal finalitza a Woodford (excepte en hores punta).

### Ramal Ongar (actualment ramal Epping)
- Snaresbrook, primer servei el 14 de desembre de 1947.
- South Woodford, primer servei el 14 de desembre de 1947 com a South Woodford (George Lane); reanomenada el 1950.
- Final del ramal Woodford: Woodford , primer servei el 14 de desembre de 1947.

El límit entre el Gran Londres i Essex es troba entre Woodford i Buckhurst Hill.
- Buckhurst Hill, primer servei el 21 de novembre de 1948.
- Loughton, primer servei el 21 de novembre de 1948.
- Debden, primer servei el 25 de setembre de 1949.
- Theydon Bois, primer servei el 25 de setembre de 1949.
- Final de línia: Epping, primer servei el 25 de setembre de 1949.

La resta de les estacions fins a Ongar eren servides per un servei de llançadora des de Epping.
- North Weald, primer servei el 25 de setembre de 1949; tancada el 30 de setembre de 1994.
- Blake Hall, primer servei el 25 de setembre de 1949; tancada el 31 d'octubre de 1981.
- Ongar, primer servei el 25 de setembre de 1949; tancada el 30 de setembre de 1994, poc després que un búnker de seguretat, disponible per al govern i per personal de defensa en cas d'emergència nacional, deixarà de ser utilitzat.

| Ramal de West Ruislip                                                                          |                      |                      |                                                                                  |
| Estació                                                                                        | Imatge               | Apertura             | Informació addicional                                                            |
| West Ruislip                                                                                   | West Ruislip         | 21 de novembre, 1948 | Final de línia Oberta com a West Ruislip (per Ickenham); el sufix va ser elidit. |
| Ruislip Gardens                                                                                | Ruislip Gardens      | 21 de novembre, 1948 |                                                                                  |
| South Ruislip                                                                                  | South Ruislip        | 21 de novembre, 1948 |                                                                                  |
| Northolt                                                                                       | Northholt            | 21 de novembre, 1948 |                                                                                  |
| Greenford                                                                                      | Greenford            | 30 de juny, 1947     |                                                                                  |
| Perivale                                                                                       | Perivale             | 30 de juny, 1947     |                                                                                  |
| Hanger Lane                                                                                    | Hanger Lane          | 30 de juny, 1947     |                                                                                  |
| Ramal es fusiona amb el tram central a North Acton                                             |                      |                      |                                                                                  |
| Ramal d'Ealing Broadway                                                                        |                      |                      |                                                                                  |
| Ealing Broadway ( Trains to Heathrow)                                                          | Ealing Broadway      | 3 d'agost, 1920      | Final de línia                                                                   |
| West Acton                                                                                     | West Acton           | 5 de novembre, 1923  |                                                                                  |
| Ramal es fusiona amb el tram central a North Acton                                             |                      |                      |                                                                                  |
| Tram Central                                                                                   |                      |                      |                                                                                  |
| North Acton                                                                                    | North Acton          | 5 de novembre, 1923  |                                                                                  |
| East Acton                                                                                     | East Acton           | 3 d'agost, 1920      |                                                                                  |
| White City                                                                                     | White City           | 23 de novembre, 1947 |                                                                                  |
| Shepherd's Bush                                                                                | Shepherd's Bush      | 30 de juliol, 1900   | Renovada al 2008                                                                 |
| Holland Park                                                                                   | Holland Park         | 30 de juliol, 1900   |                                                                                  |
| Notting Hill Gate                                                                              | Notting Hill Gate    | 30 de juliol, 1900   |                                                                                  |
| Queensway                                                                                      | Queensway            | 30 de juliol, 1900   | Oberta com a Queens Road; reanomenada a l'1 de setembre, 1946                    |
| Lancaster Gate                                                                                 | Lancaster Gate       | 30 de juliol, 1900   |                                                                                  |
| Marble Arch                                                                                    | Marble Arch          | 30 de juliol, 1900   |                                                                                  |
| Bond Street                                                                                    | Bond Street          | 24 de setembre, 1900 |                                                                                  |
| Oxford Circus                                                                                  | Oxford Circus        | 30 de juliol, 1900   |                                                                                  |
| Tottenham Court Road                                                                           | Tottenham Court Road | 22 de juny, 1907     | Oberta com a Oxford Street; reanomenada al 9 de març, 1908                       |
| Holborn                                                                                        | Holborn              | 25 de setembre, 1933 | Oberta com a Holborn (Kingsway); el sufix va ser elidit.                         |
| Chancery Lane                                                                                  | Chancery Lane        | 30 de juliol, 1900   | Reanomenada Chancery Lane (Grays Inn) 25 de juny, 1934; el sufix va ser elidit.  |
| St. Paul's                                                                                     | St. Paul's           | July 30, 1900        | Oberta com a Post Office; reanomenada 1 de febrer, 1937                          |
| Bank                                                                                           | Bank                 | 30 de juliol, 1900   |                                                                                  |
| Liverpool Street ( Trens a Stansted)                                                           | Liverpool Street     | 28 de juliol, 1912   |                                                                                  |
| Bethnal Green                                                                                  | Bethnal Green        | 4 de desembre, 1946  |                                                                                  |
| Mile End                                                                                       | Mile End             | 4 de desembre, 1946  |                                                                                  |
| Stratford                                                                                      | Stratford            | 4 de desembre, 1946  |                                                                                  |
| Leyton                                                                                         | Leyton               | 5 de maig, 1947      |                                                                                  |
| Leytonstone                                                                                    | Leytonstone          | 5 de maig, 1947      |                                                                                  |
| El tram Central es desdobla en els ramals Epping i Hainault Loop                               |                      |                      |                                                                                  |
| Ramal Epping                                                                                   |                      |                      |                                                                                  |
| Snaresbrook                                                                                    | Snaresbrook          | 14 de desembre, 1947 |                                                                                  |
| South Woodford                                                                                 | South Woodford       | 14 de desembre, 1947 | Oberta com a South Woodford (George Lane); reanomenada 1947                      |
| Woodford                                                                                       | Woodford             | 14 de desembre, 1947 | Final del Hainault Loop                                                          |
| Buckhurst Hill                                                                                 | Buckhurst Hill       | 21 de novembre, 1948 |                                                                                  |
| Loughton                                                                                       | Loughton             | 21 de novembre, 1948 |                                                                                  |
| Debden                                                                                         | Debden               | 25 de setembre, 1949 |                                                                                  |
| Theydon Bois                                                                                   | Theydon Bois         | 25 de setembre, 1949 |                                                                                  |
| Epping ,                                                                                       | Epping               | 25 de setembre, 1949 | Final de línia                                                                   |
| Hainault Loop                                                                                  |                      |                      |                                                                                  |
| Wanstead                                                                                       | Wanstead             | 14 de desembre, 1947 |                                                                                  |
| Redbridge                                                                                      | Redbridge            | 14 de desembre, 1947 |                                                                                  |
| Gants Hill                                                                                     | Gants Hill           | 14 de desembre, 1947 |                                                                                  |
| Newbury Park                                                                                   | Newbury Park         | 14 de desembre, 1947 |                                                                                  |
| Barkingside                                                                                    | Barkingside          | 31 de maig, 1948     |                                                                                  |
| Fairlop                                                                                        | Fairlop              | 31 de maig, 1948     |                                                                                  |
| Hainault                                                                                       | Hainault             | 31 de maig, 1948     |                                                                                  |
| Grange Hill                                                                                    | Grange Hill          | 21 de novembre, 1948 |                                                                                  |
| Chigwell                                                                                       | Chigwell             | 21 de novembre, 1948 |                                                                                  |
| Roding Valley                                                                                  | Roding Valley        | 21 de novembre, 1948 | Actualment, l'estació menys utilitzada de la xarxa                               |
| Els trens passen al ramal d'Epping a Woodford i acbaen el seu recorregut (excepte hores punta) |                      |                      |                                                                                  |

Final a Woodford [vegeu Ongar Branch] (excepte hores punta)

### Estacions del Ramal d'Ongar
- Denham (mai connectada)
- Harefield Road (mai oberta)
- Wood Lane (tancada 1947)
- British Museum (tancada 1933)
- North Weald primer oberta al 25 de setembre, 1949; tancada 30 de setembre, 1994.
- Blake Hall primer oberta al 25 de setembre, 1949; tancada: 31 d'octubre, 1981.
- Ongar primer oberta al 25 de setembre, 1949; 30 de setembre, 1994.

## Galeria

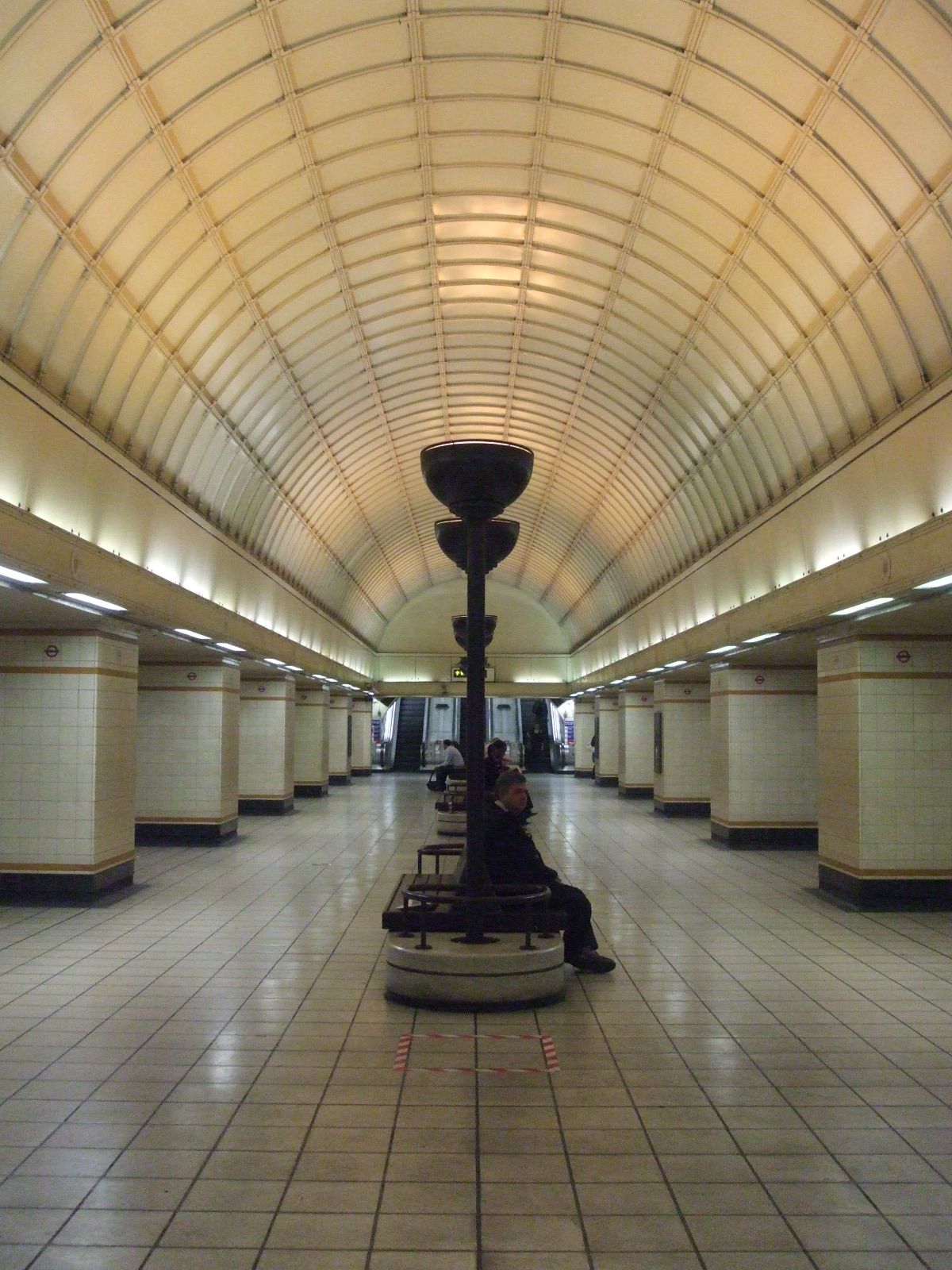
Estació de Gants Hill
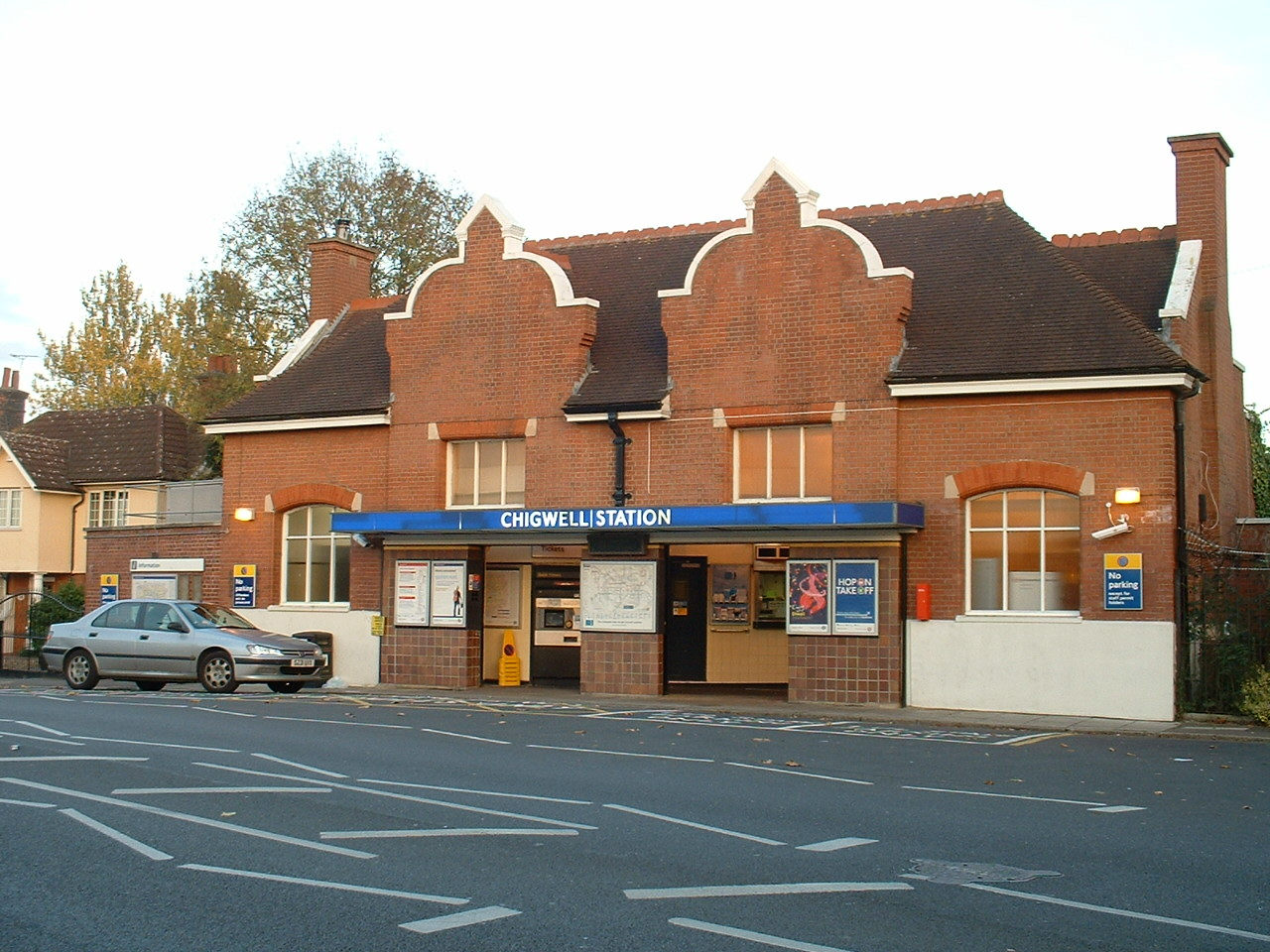
Estació de Chigwell, al Ramal de Woodford
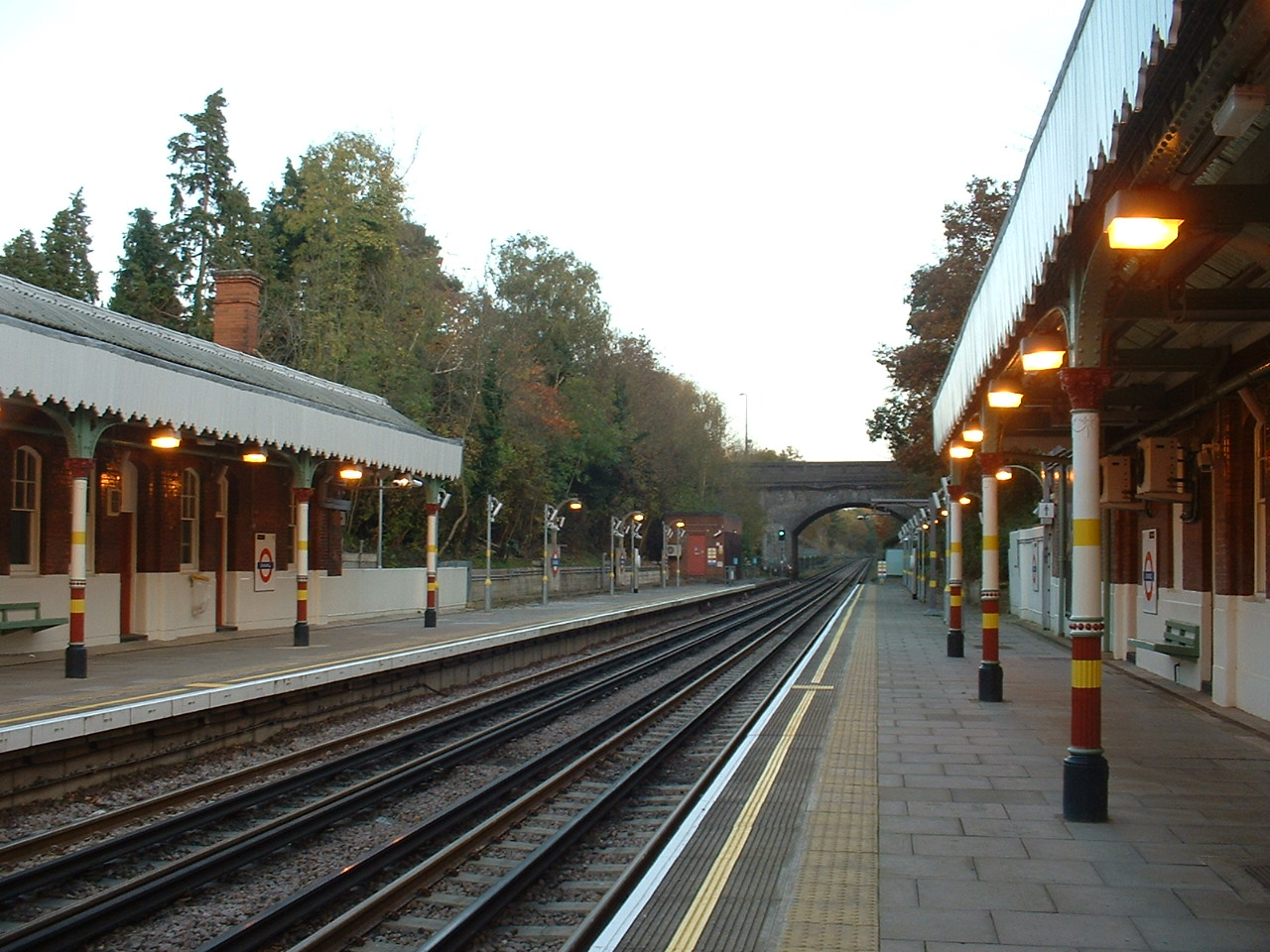
Estació de Chigwell
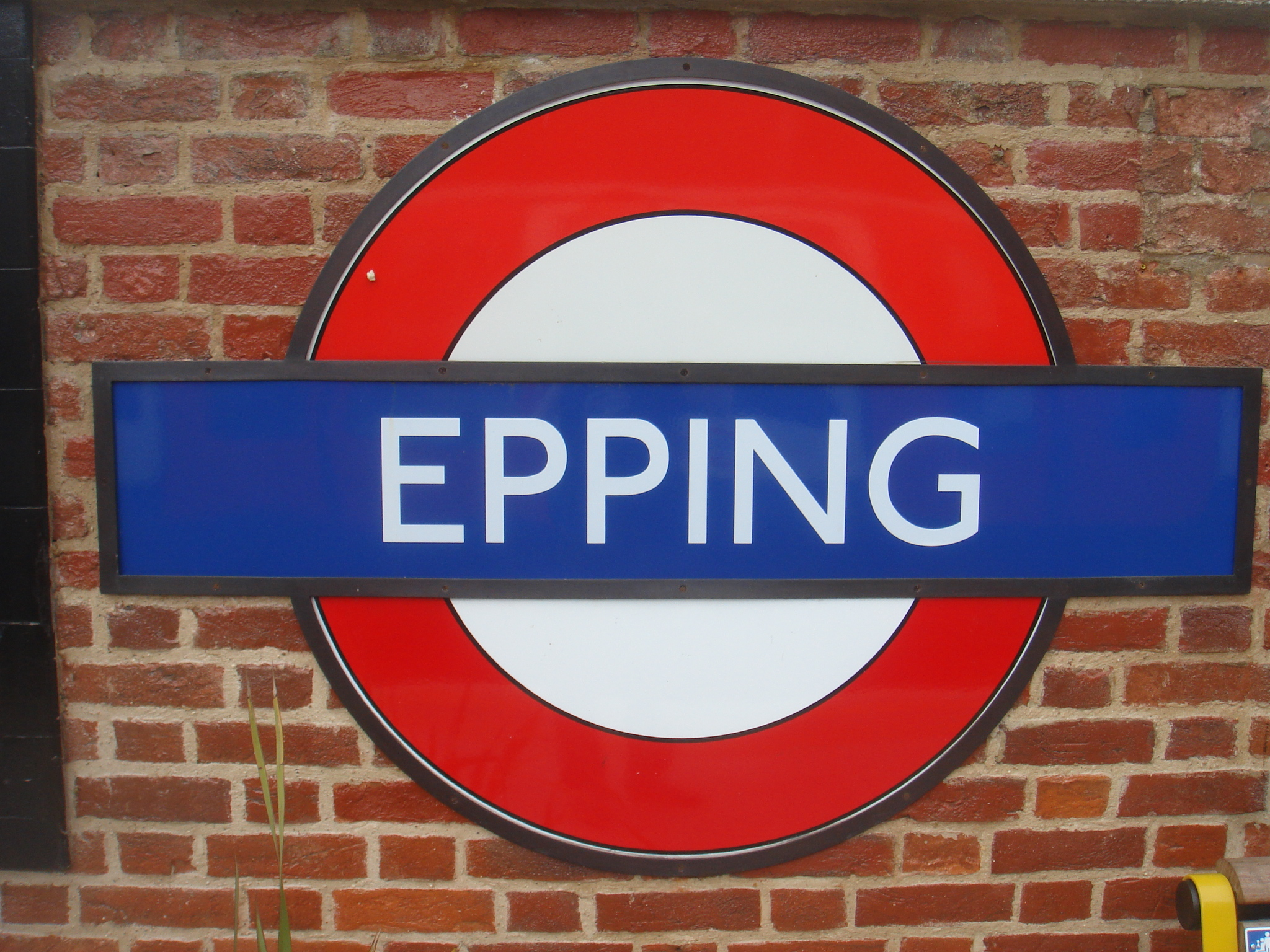
'roundel' de l'estació d'Epping, el final de la línia, i el principi del Ramal d'Ongar
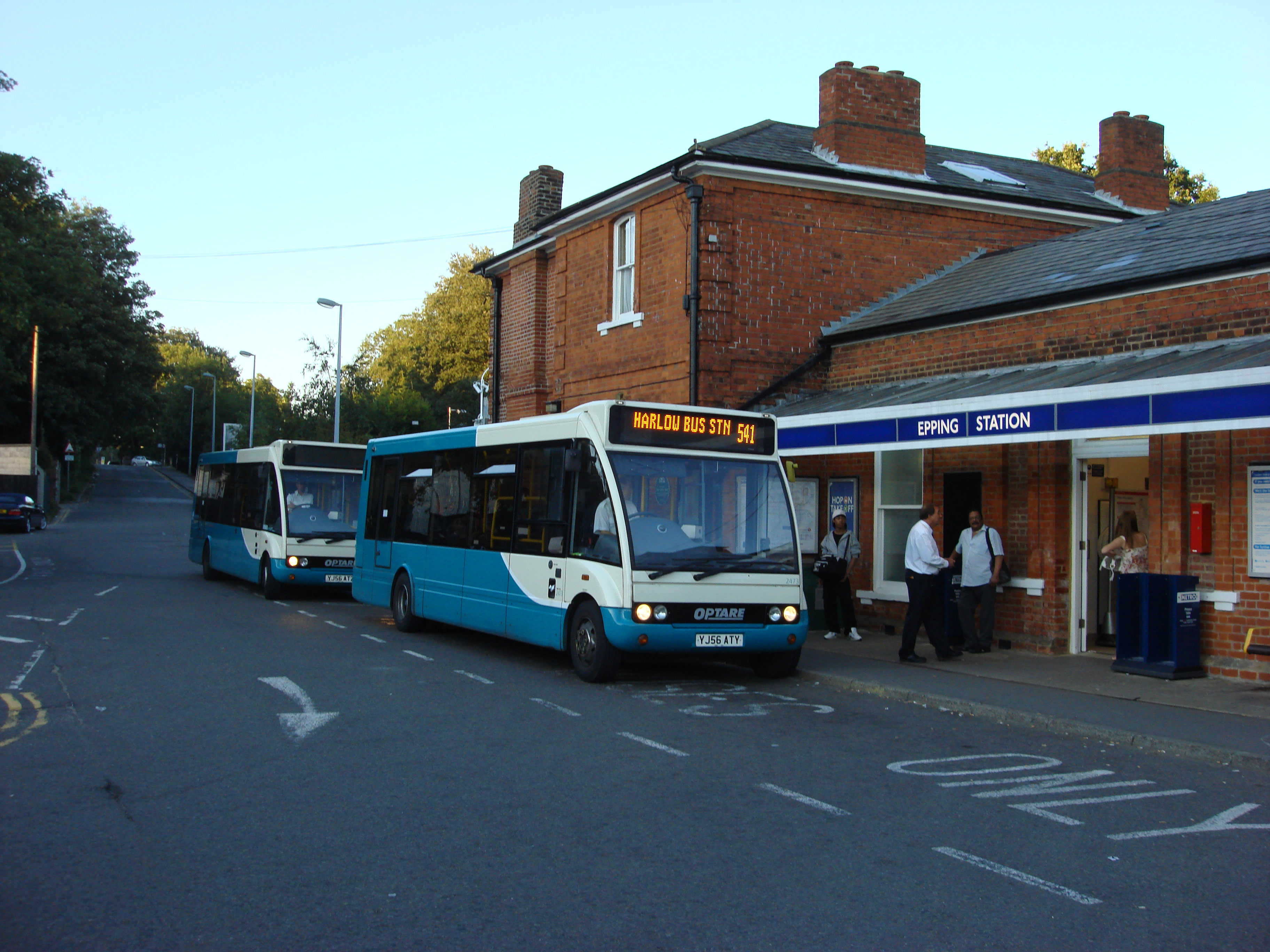
Estació d'Epping, el final de la línia, i el principi del Ramal d'Ongar
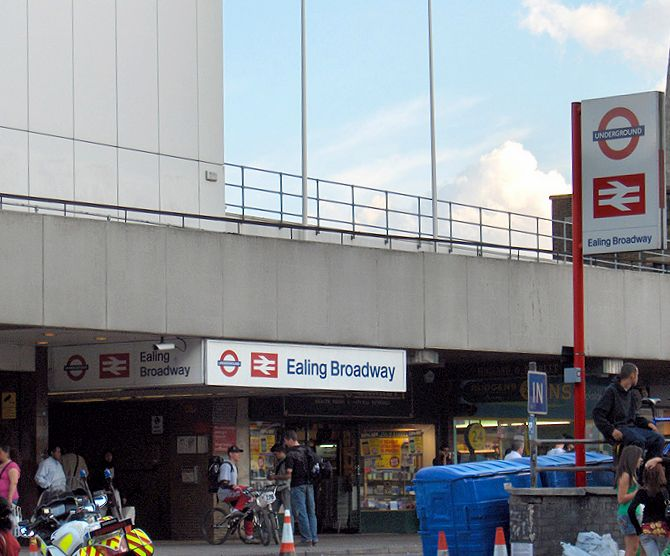
Estació d'Ealing Broadway
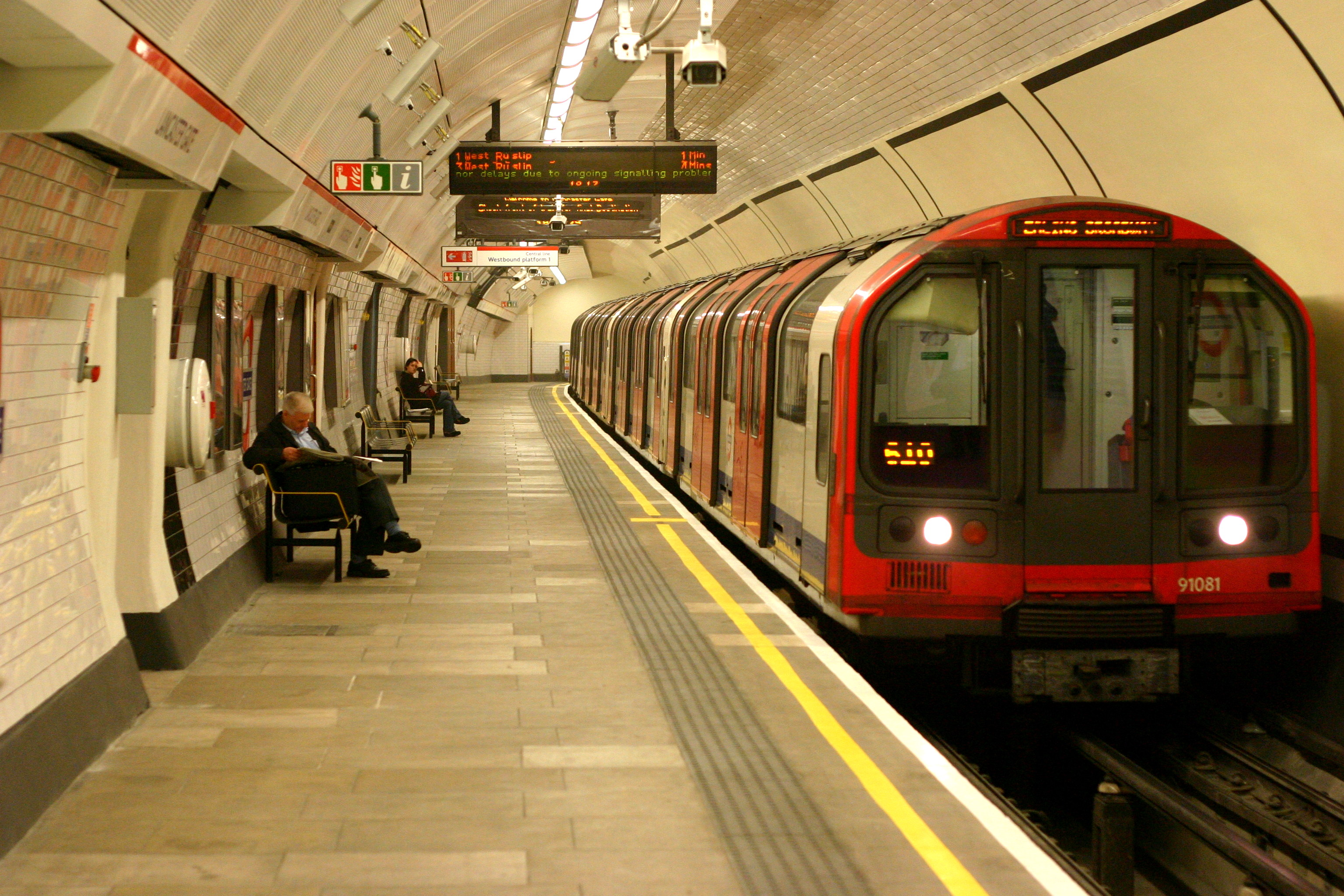
Estació de Lancaster Gate
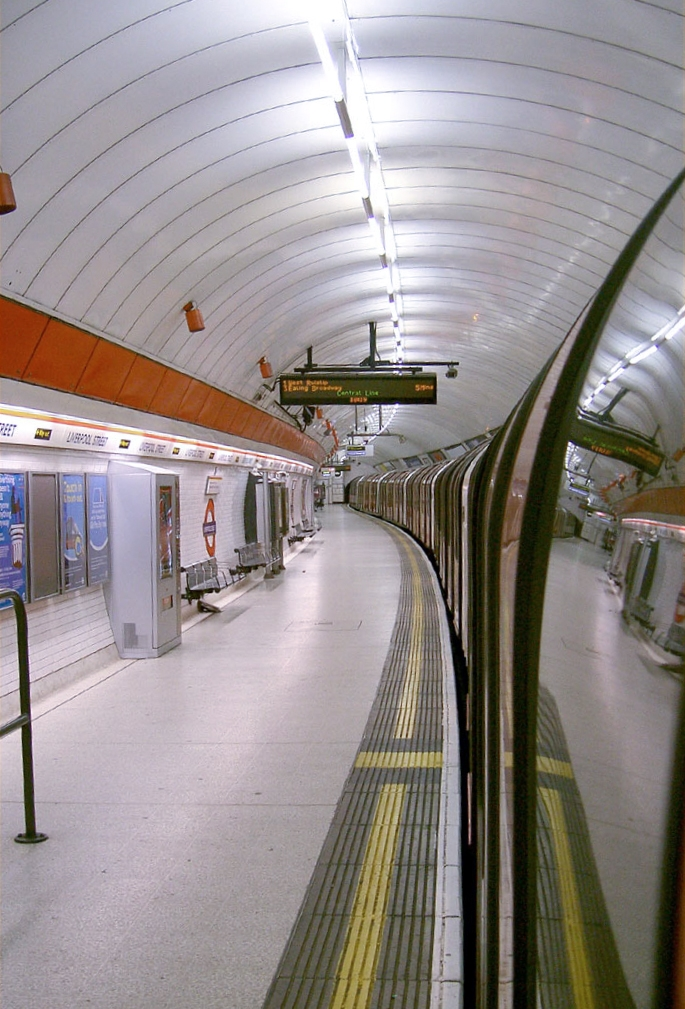
Estació de Liverpool Street
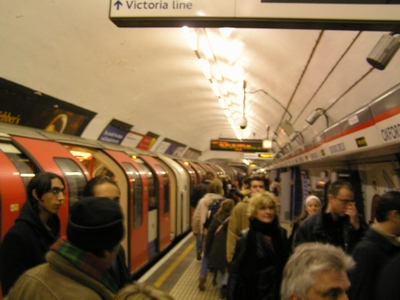
Estació d'Oxford Circus
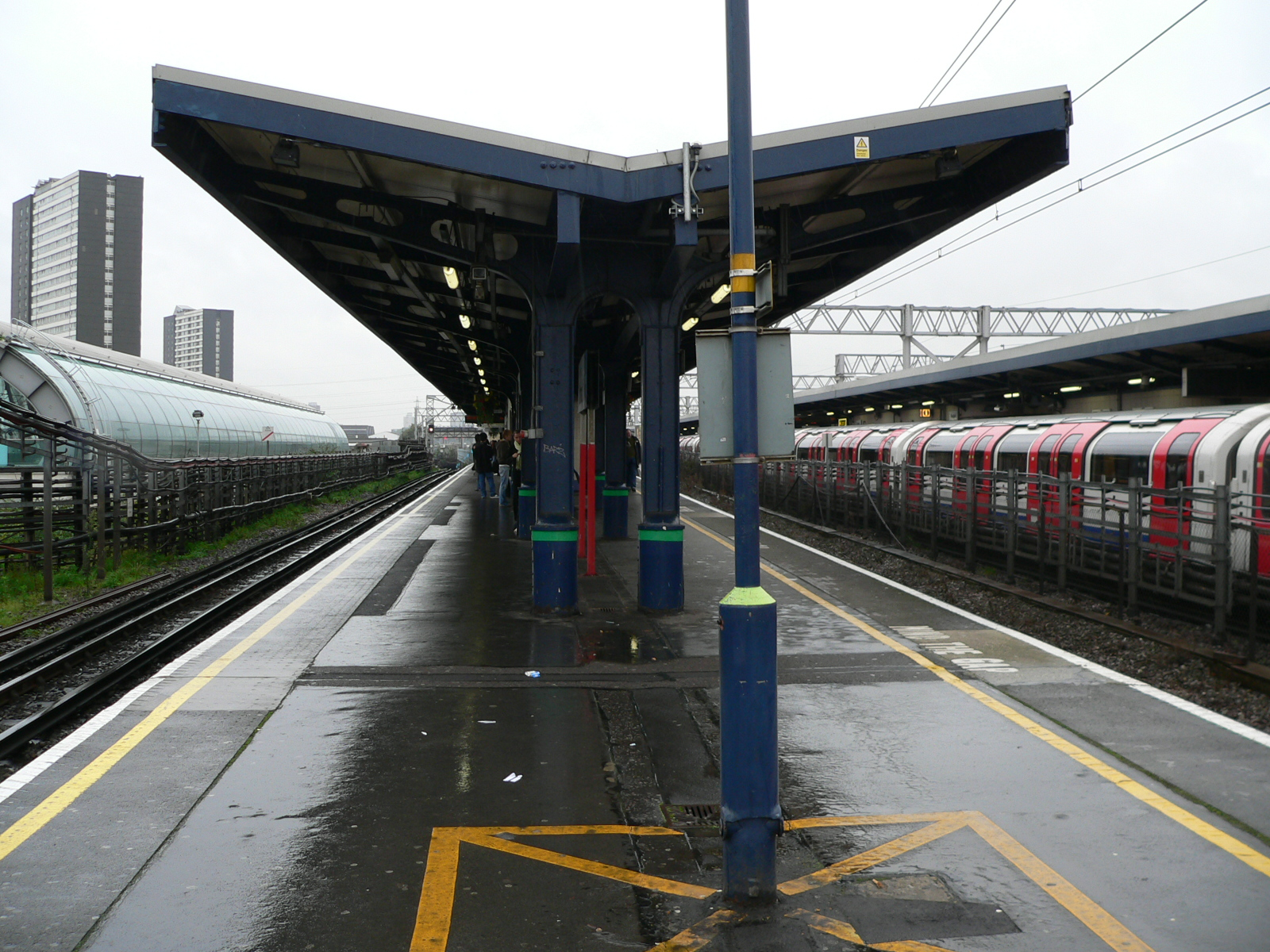
andanes de l'estació de Stratford
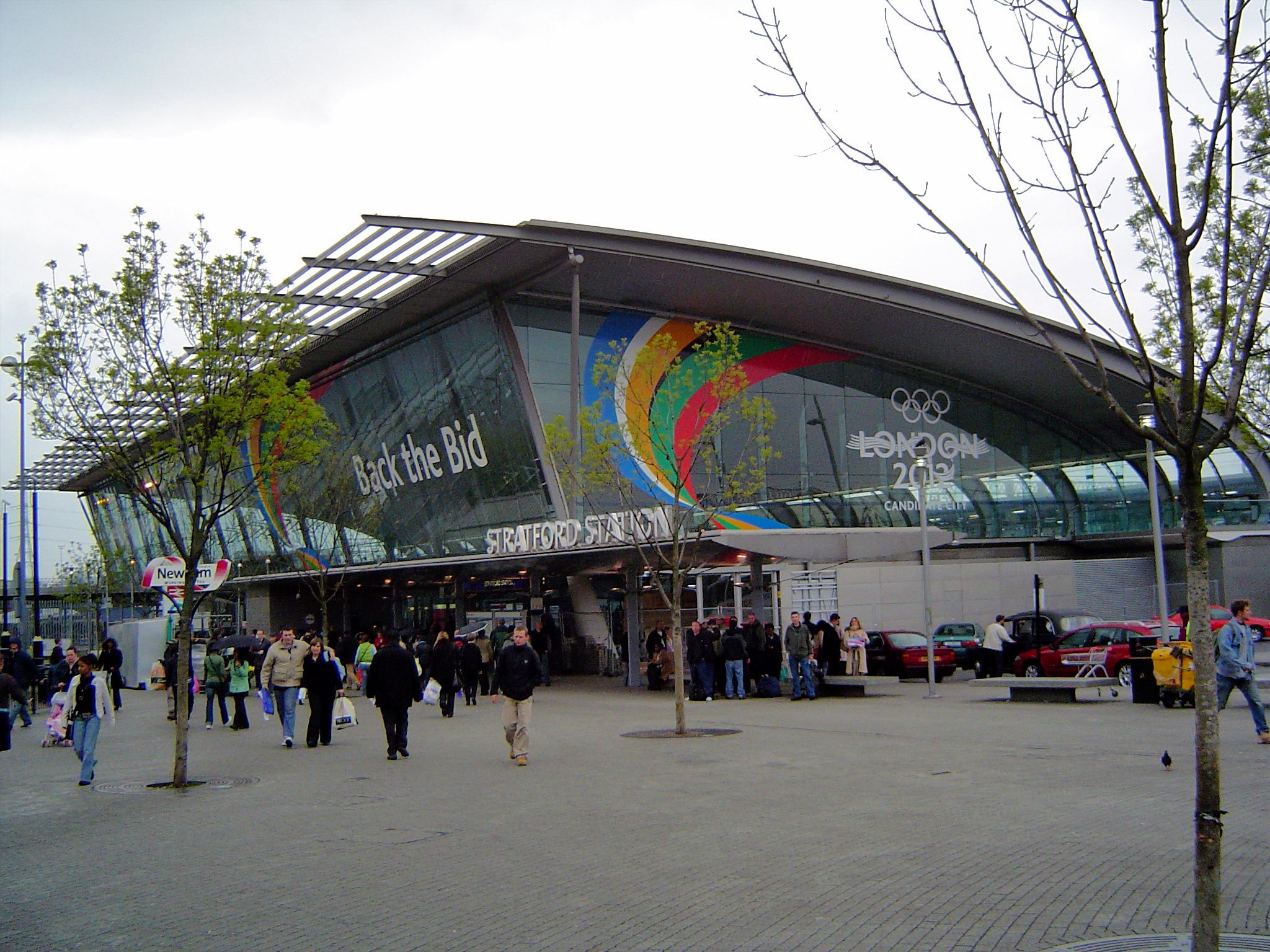
Estació de Stratford, amb el lema dels jocs olímpics del 2012